# Cuscuta gymnocarpa
Cuscuta gymnocarpa là một loài thực vật có hoa trong họ Bìm bìm. Loài này được Engelm. mô tả khoa học đầu tiên năm 1859.